# Oreobolus furcatus
Oreobolus furcatus är en halvgräsart som beskrevs av Horace Mann. Oreobolus furcatus ingår i släktet Oreobolus och familjen halvgräs.
Artens utbredningsområde är Hawaii. Inga underarter finns listade i Catalogue of Life.